# Tatjana Panova
Tatjana Oerajevna Panova (Russisch: Татяна Ураевна Панова) (Moskou, 13 augustus 1976) is een voormalig professioneel tennisspeelster uit Rusland. Ze begon als prof in 1994. Ze beëindigde haar carrière in 2006. In dat jaar begon zij als tennistrainer voor getalenteerde jonge spelers bij Arthur Ashe Youth Tennis and Education.
Tijdens haar loopbaan wist Panova geen WTA-toernooi te winnen. Wel was ze driemaal verliezend finaliste en won ze zes titels in het ITF-circuit.

## Posities op deWTA-ranglijst enkelspel
Positie per einde seizoen:
| jaartal | rank |  | jaartal | rank |
| ------- | ---- |  | ------- | ---- |
| 2006    | 373  |  | 1999    | 40   |
| 2005    | 89   |  | 1998    | 78   |
| 2004    | 78   |  | 1997    | 97   |
| 2003    | 119  |  | 1996    | 159  |
| 2002    | 23   |  | 1995    | 190  |
| 2001    | 40   |  | 1994    | 141  |
| 2000    | 34   |  | 1993    | 814  |

## Palmares

### WTA-finaleplaatsen enkelspel
| nr. | datum      | toernooi     | tegenstandster | w/v     | score   |
| --- | ---------- | ------------ | -------------- | ------- | ------- |
| 1.  | 2000-11-19 | WTA Pattaya  | Anne Kremer    | verlies | 1-6 4-6 |
| 2.  | 2002-01-05 | WTA Auckland | Anna Smashnova | verlies | 2-6 2-6 |
| 3.  | 2002-04-07 | WTA Sarasota | Jelena Dokić   | verlies | 2-6 2-6 |

### WTA-finaleplaatsen dubbelspel
| nr. | datum      | toernooi    | partner              | tegenstandsters              | w/v     | score    |
| --- | ---------- | ----------- | -------------------- | ---------------------------- | ------- | -------- |
| 1.  | 2002-11-10 | WTA Pattaya | Lina Krasnoroetskaja | Kelly Liggan Renata Voráčová | verlies | 5-7 67-7 |

## Prestatietabel
| Legenda | Legenda                          |
| ------- | -------------------------------- |
| g.t.    | geen toernooi gehouden           |
| l.c.    | lagere categorie                 |
| –       | niet deelgenomen                 |
| G       | uitgeschakeld in de groepsfase   |
| 1R      | uitgeschakeld in de eerste ronde |
| 2R      | uitgeschakeld in de tweede ronde |
| 3R      | uitgeschakeld in de derde ronde  |
| 4R      | uitgeschakeld in de vierde ronde |
| KF      | uitgeschakeld in de kwartfinale  |
| HF      | uitgeschakeld in de halve finale |
| F       | de finale verloren               |
| W       | het toernooi gewonnen            |
| w-v     | winst/verlies-balans             |

### Grand slam, enkelspel
| Toernooi        | 1997 | 1998 | 1999 | 2000 | 2001 | 2002 | 2003 | 2004 | 2005 | 2006 |
| --------------- | ---- | ---- | ---- | ---- | ---- | ---- | ---- | ---- | ---- | ---- |
| Australian Open | –    | 2R   | 2R   | 1R   | 1R   | 2R   | 3R   | 1R   | 3R   | 1R   |
| Roland Garros   | 1R   | 2R   | 1R   | 1R   | 2R   | 3R   | –    | –    | 1R   | –    |
| Wimbledon       | 1R   | 2R   | 3R   | 1R   | 3R   | 3R   | –    | 3R   | 2R   | –    |
| US Open         | 1R   | 1R   | 1R   | 2R   | 1R   | 3R   | –    | 1R   | –    | –    |

### Grand slam, dubbelspel
| Toernooi        | 2002 | 2003 | 2004 |
| --------------- | ---- | ---- | ---- |
| Australian Open | 1R   | 1R   | 1R   |
| Roland Garros   | –    | –    | –    |
| Wimbledon       | 1R   | –    | –    |
| US Open         | 1R   | –    | –    |